# Mônaco nos Jogos Olímpicos de Verão de 1968
Mônaco competiu nos Jogos Olímpicos de Verão de 1968 na Cidade do México, México.

## Resultados por Atleta

### Tiro
Carabina três posições 50 m
- Joe Barrai — 577 pontos (→ 83º lugar)
- Gilbert Scorsolio — 573 pontos (→ 85º lugar)